# 松田芙由香
松田 芙由香（まつだ ふゆか、1994年12月9日 - ）は、日本の女優。東京都出身。元サンズエンタテインメント所属。

## 来歴
- 2010年丸美屋食品ミュージカル「アニー」」（スマイル組）ダフィ役

## 人物
- プロフィールでは東京都出身となっているが、出生地は福岡県で7歳の時に東京都に引っ越しをした
- 趣味：映画鑑賞・華道
- 特技：ダンス・歌・演技
- チョコと紅葉という猫を飼っている
- 小学校1年生からアサガオを育てている
- 小学校4年生の時に速水けんたろうとおかあさんといっしょ、あそびだいすき！の体操曲「みんなとあそぼ」を歌った

## 出演

### 舞台・ミュージカル
- Kiddy2003「不思議なアメ玉」- 長澤茜役（2003年4月3日-4月6日、銀座博品館劇場）
- Kiddy2004「見えない扉」」 - 優菜役（2004年4月1日-4月4日、銀座博品館劇場）
- Kiddy2005「ロンド・ロンド」（2005年8月、日本橋劇場(日本橋公会堂)）
- 「モウイチドアナタニアイタイ」 -　サマンサタバサ役 （2006年2月3日-2月5日、江古田ストアハウス）
- Kiddy2006「DOG・チャンスの旅」（2006年8月8日-11日、日本橋劇場(日本橋公会堂)）
- Kiddy2007「ロンド・ロンド」（2007年8月23日-26日、日本橋劇場(日本橋公会堂)）
- GUNJI PRODUCE Vol.91 「PRESENT」 - ルビコーラ組　ジュリア役 （2008年11月22日・23日、シアターアプル）
- 丸美屋食品ミュージカル「アニー」 - ダフィ役（2010年4月24日-5月9日、こどもの城青山劇場）[1]
- 丸美屋食品ミュージカル「アニー」クリスマスコンサート（2010年12月24日・25日、こどもの城青山劇場）[2]
- Air Studioプロデュース「MOTHER〜特攻の母　鳥濱トメ物語〜」（2010年5月26日-30日、天王洲銀河劇場））[3]
- Arts Fusion in KANAGAWA Part2「リボンの騎士〜鷲尾高校演劇部奮闘記〜」（2011年2月26日・27日、神奈川県立青少年センターホール）[4]
- 丸美屋食品ミュージカル「アニー」クリスマスコンサート（2011年12月24日・25日、こどもの城青山劇場）
- 劇団空感エンジン舞台「君死にたまふことなかれ」（2012年6月20日-24日Air Studio両国）
- キィーワードプロデュース公演「かたつむり」其ノ参〜彼岸花の章〜」（2012年9月18日-23日＠笹塚ファクトリー）

### CD
- NHKおかあさんといっしょ 弘道・きよこのあそびだいすき!（2006年01月27日）　「みんなとあそぼ」を速水けんたろうと担当
- NHKおかあさんといっしょスペシャル ぐ〜チョコランタンとゆかいな仲間たち みんなであそぼ! 不思議な不思議なワンダーランド（2006年06月07日）　「みんなとあそぼ」を速水けんたろうと担当

### 雑誌
- BOMB 2010年5月号 （学研、2010年4月9日）
- UP to boy　2010年4月号 vol.196 （ワニブックス、2010年04月23日）